# Mallory Bluff
Das Mallory Bluff ist ein markantes Kliff in der antarktischen Ross Dependency. In der Königin-Alexandra-Kette ragt es nordöstlich des Kopfendes des Wahl-Gletschers am Nordwesthang des Grindley-Plateaus auf.
Das Advisory Committee on Antarctic Names benannte das Kliff 1966 nach Roger P. Mallory Jr. (* 1930), Meteorologe des United States Antarctic Research Program auf der Amundsen-Scott-Südpolstation im Jahr 1962 und auf der Wilkes-Station im Jahr darauf.